# The Skeptics Society
The Skeptics Society is een vanuit de Verenigde Staten opererende vereniging zonder winstoogmerk die wetenschappelijk skepticisme voorstaat en uitdraagt. Ze probeert de verspreiding van pseudowetenschap, bijgeloof en irrationeel denken tegen te gaan. De groep werd in 1992 opgericht door Michael Shermer.

## Organisatie

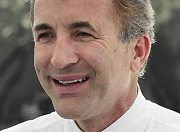
Michael Shermer, oprichter van The Skeptics Society.

The Skeptics Society begon eigenlijk als een lokale groep in Los Angeles en omstreken, als opvolger van de ter ziele gegane Southern California Skeptics (verdween toen oprichter Al Seckel leukemie kreeg). Nadat het door de vereniging uitgegeven tijdschrift Skeptic (eerste nummer in 1992) aansloeg, groeide The Skeptics Society uit tot een nationale en later internationale organisatie.
Zoals het Committee for Skeptical Inquiry en de James Randi Educational Foundation, doet The Skeptics Society onderzoek naar buitengewone beweringen. Bijvoorbeeld naar claims van buitenzintuiglijke vermogens, Atlantis, complottheorieën rond de aanslagen op het World Trade Center in 2001, het Monster van Loch Ness, Bigfoot, creationisme, vermeende bovennatuurlijke eigenschappen van de piramide, enzovoort.
The Skeptics Society houdt zich niet alleen met dergelijke kleurrijke claims bezig, maar onderzoekt bijvoorbeeld ook controversiële alledaagse zaken. Denk daarbij aan potentiële pseudogeschiedenis (zoals Holocaustontkenning en extreem afrocentrisme), foute presentatie van theorieën en statistieken, complottheorieën, mogelijke broodje aap-verhalen, (figuurlijke) heksenjachten, massahysterie, gesignaleerde genialiteit en schijnbaar buitengewone cognitieve vaardigheden. Verder behoort protowetenschap die wetenschappelijke moderne kennis tegenspreekt tot het interessegebied, maar ook hypes als cryonisme en diëten die beweren dat het weglaten (of beperken) van bepaalde voedingsstoffen werkt.

## Filosofie
Aan de basis van de manier van werken van The Skeptics Society, staan de filosofieën van grote denkers uit de geschiedenis. Zoals:
- Van de Nederlandse filosoof Baruch Spinoza: Ik heb een onafgebroken inspanning gedaan, niet om te kleineren, niet om te ridiculiseren, niet om menselijke acties te minachten, maar om ze te begrijpen.
- Van Albert Einstein: Al onze wetenschap, afgezet tegen de realiteit, is primitief en kinderlijk - en nog is het het meest kostbare ding dat we hebben.

The Skeptics Society staat voor het idee dat - ondanks sommige percepties dat sceptici cynisch en chagrijnen zijn die elk nieuw idee bij voorbaat afwijzen - scepticisme feitelijk staat voor een voorwaardelijkheid in het benaderen van beweringen. De groep betoogt dat scepticisme simpelweg staat voor de toepassing van redelijkheid en erkenning dat elk idee bewezen moet worden. Al zijn de overtuigingen nog zo diepgeworteld en/of heilig voor een persoon. Scepticisme is daarmee alleen een methode, geen standpunt.

## Activiteiten
- Eens per kwartaal komt het blad Skeptic uit (ongeveer 100 pagina's dik)
- Controversiële beweringen onderzoeken
- Sponsoring van een maandelijkse serie lezingen op Caltech
- Het beschikbaar maken van audio- en videoopnames van de lezingen
- Een catalogus wetenschappelijke en sceptische boeken beschikbaar houden, die leden met korting kunnen verkrijgen
- Het organiseren van een jaarlijks wetenschappelijk evenement rond een bepaald thema
- Excursies houden om wetenschappelijk onderzoek uit te voeren en ter educatie
- Publieke evenementen houden om enthousiasme te kweken bij gelijkdenkenden
- Een bureau onderhouden waar scholen en organisaties sprekers kunnen bereiken
- Het onderhouden van een publiek toegankelijk telefoonnummer waar media en burgers informatie kunnen krijgen over controversiële beweringen
- Het onderhouden van een website op het internet